# Zenobia Galar
Zenobia Galar (nombre de nacimiento Zenobia Terrero Galarza; 3 de mayo de 1958) es una reconocida pintora dominicana nacida en Enriquillo, Barahona, en República Dominicana. Es hija de la Profesora Elena Galarza de Terrero y del músico y militar Francisco Corpus Terrero. Sus obras han sido exhibidas en más de treinta exposiciones en general, de las cuales, nueve fueron individuales en su país. 
Ha participado en diversas exposiciones colectivas tanto local, como internacionalmente en España y Colombia.
Es considerada una importante artista del lienzo en la República Dominicana, y sus obras forman parte de múltiples colecciones privadas en su país y fuera de él. Realizó estudios de Artes Gráficas y Publicitarias en la Escuela de Artes de Universidad Autónoma de Santo Domingo (UASD) donde también realizó estudios de la Historia del Arte e Historia de la Civilización. Igualmente estuvo matriculada en Escuela Nacional de Bellas Artes, y en el Círculo de Bellas Artes de Madrid, España, en los años 80. 
Galar se ha desempeñado como miembro directivo del Colegio Dominicano de Artistas Plásticos, y fue profesora de pintura en sus inicios en prestigiosas instituciones educativas, así como en su Taller de Pintura donde aún es instructora tanto de niños y adultos. Es, además, charlista e instructora en temas de arte.

## Estilo
Galar prefiere el acrílico y el óleo pero utiliza también técnicas mixtas, como el collage. Su estilo se basa en el neo expresionismo figurativo.
A decir de la analista de arte Marianne Tolentino , “su arte refleja su admiración por Picasso, Tamayo y el exitoso pintor y escultor dominicano, Alberto Ulloa. Los bodegones retuvieron particularmente nuestra atención, porque, en estos tiempos finiseculares, cuando todo parece haber sido dicho, desde la refinada sutileza del clasicismo hasta la última pasión por el tema en el cubismo, una pintora joven estima que tiene derecho a tomar la palabra. Su temperamento le hace descartar la exactitud minuciosa aprendida en la academia, pero tampoco se deja llevar por una placentera interpretación decorativa o un coqueteo con la abstracción. Zenobia Galar reconstruye sus modelos (reales, imaginarios) a partir de una realidad revisada por su propia sensibilidad y fantasía, con una inclinación hacia la bidimensionalidad neo-cubista.”.

## Exposiciones individuales
- Museo de las Casas Reales (Casa de Bastidas), 1987
- Galería de Arte Amigas, 1991
- Transformaciones Éticas y Estéticas Museo de Las Casas Reales, 1994
- Colores Tropicales Casa Piantini. 1994
- Centro de Arte Contemporáneo Nouveau, 1995
- La Pintura y Yo, Fundación de Arte Contemporáneo Nouveau, 1998
- Vasijas Cósmicas, La Pintura Y Yo II Fundación Manuel del Cabral, 2002
- Vasijas Cósmicas en Homenaje a la Tierra, Museo de las Casas Reales, 2007.[3]
- Vivencias, Museo de las Casas Reales,  2013[4]

## Exposiciones colectivas
- Escuela Nacional de Bellas Artes, 1976
- Facultad de Artes de la UASD, 1978
- XIV Bienal de Artes Visuales, 1977
- Gran Colectiva  Centro de Arte Sebelen, 1985
- Secretaria de Turismo, 1985
- XVII Bienal de Artes Visuales, Museo de Arte Moderno, 1993
- XIX Bienal de Artes Visuales, Museo de Arte Moderno-1995
- Secretaria de Turismo. 1987
- Secretaria Cultura, 1997
- Galería de Arte Corangel, 1997
- Fortaleza Ozama 12 Pintoras en la Pintura Dominicana, 1997
- Secretaria de Cultura La Mujer en El Arte, 1998
- Colectiva Galería Amigas, 1992
- Artistas Contra el Cáncer, Centro Saint Joseph, 1995
- Artistas Contra el Cáncer, Centro Saint Joseph, 1996
- Artistas por la Paz UNESCO,  2001
- Por un Mundo sin Racismo, UNESCO, 2002
- Expo de La virgen De La Altagracia, 2003
- Colectiva del CODAP 2009, 2010, 2011, 2012, 2013, 2014, 2015,2016
- Colectiva ARTECLUB, 2012
- Colectiva Centro Cultural Banreservas, 2015[5]
- Colectiva Centro Cultural Banreservas, 2016.[6][7]
- Flor de Cactus, Pintores del Sur, 2018[8]
- Mujeres Creadoras, 2018
- Arte de Mujeres[9]

## Obras
- La Pintura y Yo – 2001
- Vasijas Cósmicas – 2002
- Tejiendo un Diamante - 2007
- Profesora Elena Galarza, hija meritoria de Enriquillo-1999